# Schleuse Anderten
Die Schleuse Anderten, auch als Hindenburgschleuse bekannt, in Hannover-Anderten überwindet einen Höhenunterschied von 14,70 m zwischen der Westhaltung und der Scheitelhaltung des Mittellandkanals. Sie war zum Zeitpunkt ihrer Einweihung im Jahr 1928 die größte Binnenschleuse Europas.

## Geschichte

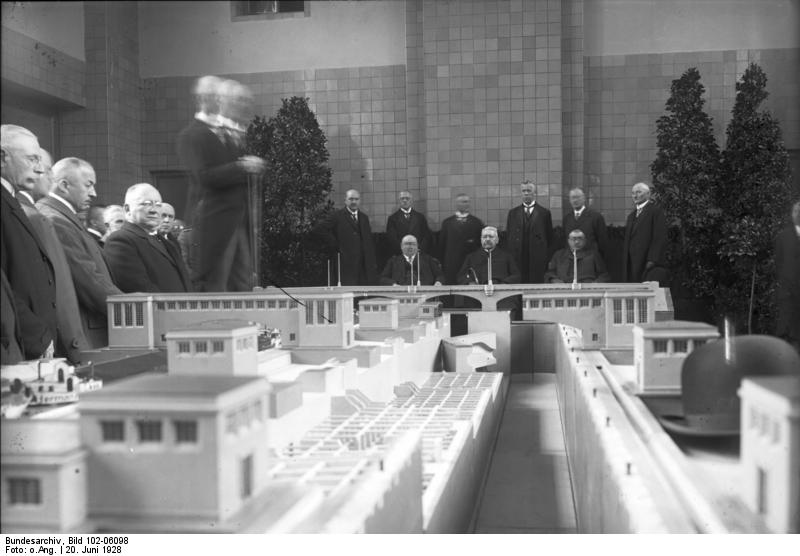
Paul von Hindenburg und Gustav Noske vor dem Schleusenmodell am Eröffnungstag 1928

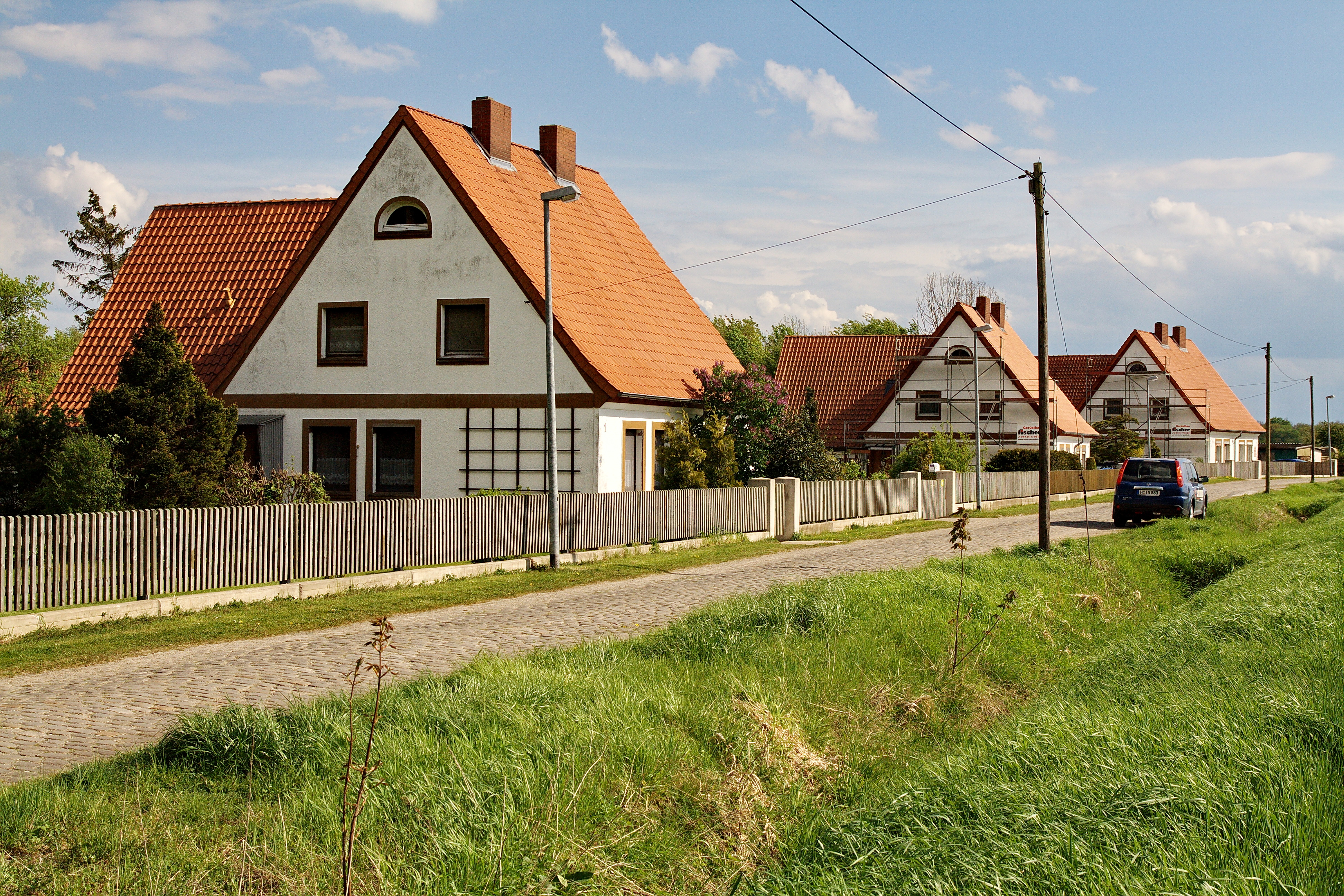
Drei Doppelhäuser der Schleusensiedlung

Nach Aufnahme des Schifffahrtsbetriebs im Jahr 1916 auf dem Mittellandkanal vom „Nassen Dreieck“ (Abzweigung vom Dortmund-Ems-Kanal bei Bergeshövede) bis zum Misburger Hafen begann 1919 östlich von Hannover im damals noch selbständigen Dorf Anderten der Bau der größten Binnenschleuse Europas. Zunächst entstand ab 1920 südlich der Anlage für die am Bau beteiligten Ingenieure die Schleusensiedlung Anderten, deren Bauten später Schleusenwärter bewohnten. Nach den Ausbaggerungsarbeiten folgte 1924 der Baubeginn der eigentlichen Schleuse, die am 20. Juni 1928 durch Reichspräsident von Hindenburg eröffnet wurde. Gleichzeitig konnte der Schiffsverkehr im weiteren Verlauf des Mittellandkanals bis Peine und auf dem Stichkanal Hildesheim freigegeben werden. Die Schleuse trug zu Ehren des Reichspräsidenten den Namen Hindenburgschleuse.
Mitte der 1960er Jahre wurde die Straßenbrücke im Verlauf der B 65 über die Oberhäupter der Schleuse durch zwei neue Brücken südlich des Schleusenbereichs ersetzt. 2003 wurde eine weitgehende Automatisierung der Schleuse beschlossen, durch die der Schleusungsvorgang auf zehn Minuten verkürzt werden soll.
Jährlich werden bis zu 22.000 Schiffe durch die 225 Meter langen Schleusenkammern geführt. Die nächste Schleuse am östlichen Ende der Scheitelhaltung des Mittellandkanals, in Richtung Elbe ist die Schleuse Sülfeld vor Wolfsburg, die die Schiffe um 9 m absenkt. Zuständig für den Betrieb und die Unterhaltung der Schleuse Anderten war das Wasserstraßen- und Schifffahrtsamt Braunschweig, das mit der Reform bei der Wasserstraßen- und Schifffahrtsverwaltung des Bundes im Wasserstraßen- und Schifffahrtsamt Mittellandkanal / Elbe-Seitenkanal aufgegangen ist.

## Name

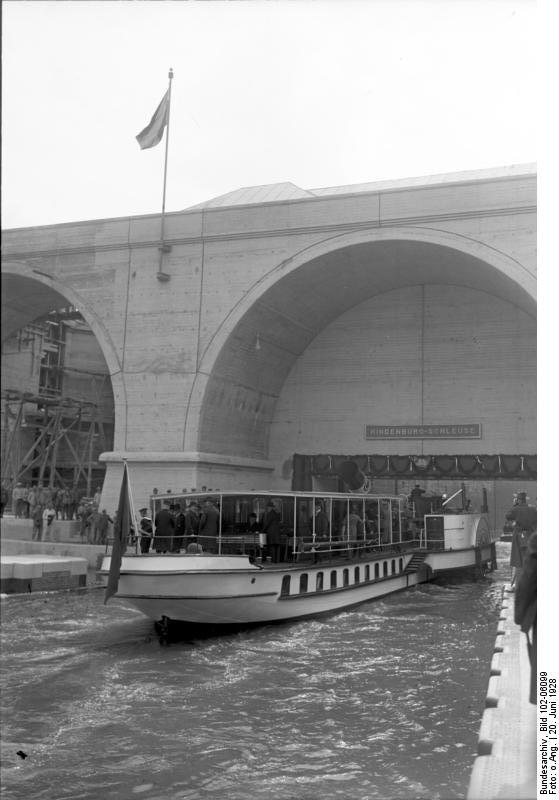
Einweihung der Schleuse am 20. Juni 1928

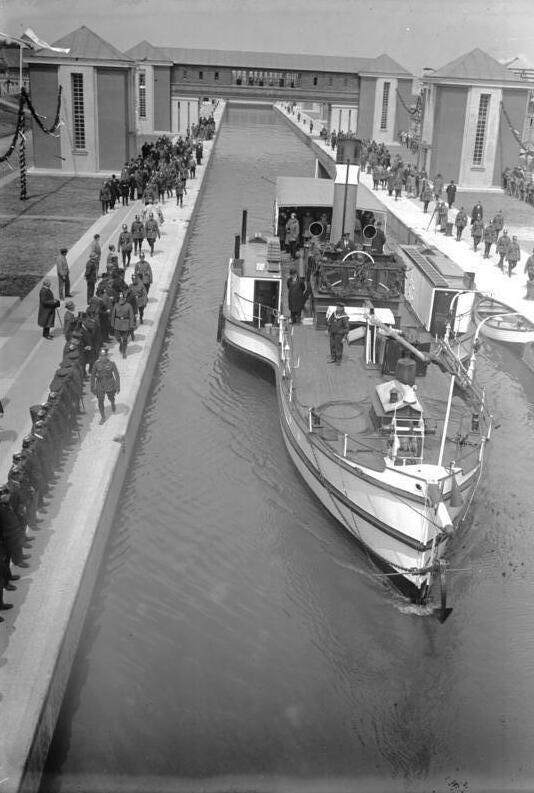
Einweihung der Schleuse 1928

Jahrzehntelang wurde die Schleuse allgemein als Hindenburgschleuse bezeichnet. Der Bund als Eigentümer der Wasserstraße verwendet auf der Homepage der Wasser- und Schifffahrtsverwaltung den Namen „Schleuse Anderten“. Im Bereich der Schleuse gibt es die Straße „Zur Hindenburgschleuse“. Im Jahr 2014 berief die Stadt Hannover einen Beirat zur Überprüfung, ob es bei Personen als Namensgeber für Straßen „eine aktive Mitwirkung im Nazi-Regime oder schwerwiegende persönliche Handlungen gegen die Menschlichkeit gegeben hat“. Dieser regte die Umbenennung der nach Hindenburg benannten Straße an. Nach der Darstellung dieses Beirats habe Hindenburg „Hitler den Weg zur Macht geebnet und alle politischen Maßnahmen Hitlers mitgetragen“. Dies könne auch nicht dadurch relativiert werden, dass Hindenburg „nicht mehr Herr seiner Entscheidungen“ gewesen sei, denn diese Thesen seien widerlegt. Obwohl sich auch Stimmen aus der Bevölkerung gegen die Empfehlungen des Beirats äußerten, hat der Stadtbezirksrat Misburg-Anderten 2019 die Forderung an die Stadtverwaltung beschlossen, dass zukünftig in den Publikationen der Landeshauptstadt Hannover die Bezeichnung „Schleuse Anderten“ verwendet werden soll. Die Stadtverwaltung teilte daraufhin mit, dieser Empfehlung werde sie folgen und „in den Publikationen der Landeshauptstadt Hannover die Bezeichnung Schleuse Anderten“ benutzen. Auf der offiziellen Homepage von Stadt und Region Hannover wird im Herbst 2022 trotzdem der Begriff „Hindenburgschleuse Anderten“ verwendet, gleichzeitig aber auch die Bezeichnung „Schleuse Anderten“.

## Technik
Die Schleuse wurde als Schleppzugschleuse geplant und wegen der Hubhöhe von 14,7 Meter als Sparschleuse ausgelegt, um den Schleusenverlust gering zu halten. Als Doppelschleuse verfügt sie über zwei Schleusenkammern mit einer Länge von jeweils 225 Meter und einer Breite von 12 Meter. Die Drempeltiefe beträgt 3,5 Meter. Die Schleusenkammern werden im Unterhaupt mit 86 Tonnen schweren Hubtoren und im Oberhaupt mit 20 Tonnen schweren Klapptor verschlossen. Für einen Füllvorgang, der circa 15 Minuten dauert, werden 40.000 Kubikmeter Wasser benötigt. Wegen der beschränkten Platzverhältnisse wurden statt offener Sparbecken geschlossene Sparkammern gewählt. Sie liegen beidseits in den verbreiterten Schleusenkammermauern auf ganzer Kammerlänge und auf fünf Ebenen übereinander, und zwar 2 × 25 Becken je Schleusenkammer. Jede dieser Ebenen wird über fünf Zylinderschütze befüllt oder geleert, so dass im Falle des Defekts eines Schiebers der Schleusengang zwar etwas länger dauert, insgesamt aber etwa die gleiche Menge Wasser in die Sparbecken gelangen kann. Die Schieber der Sparbecken werden über Schieberhäuschen (auf dem Foto gut als Türme zu erkennen) gesteuert. Fünf leistungsstarke Pumpen in einem Pumpenhaus sorgen dafür, dass rund 30 Prozent des Schleusungswassers (10.500 Kubikmeter Verlustwasser), die während einer Schleusung vom Oberwasser in das Unterwasser gelangen, zurückgepumpt werden.

## Fotos

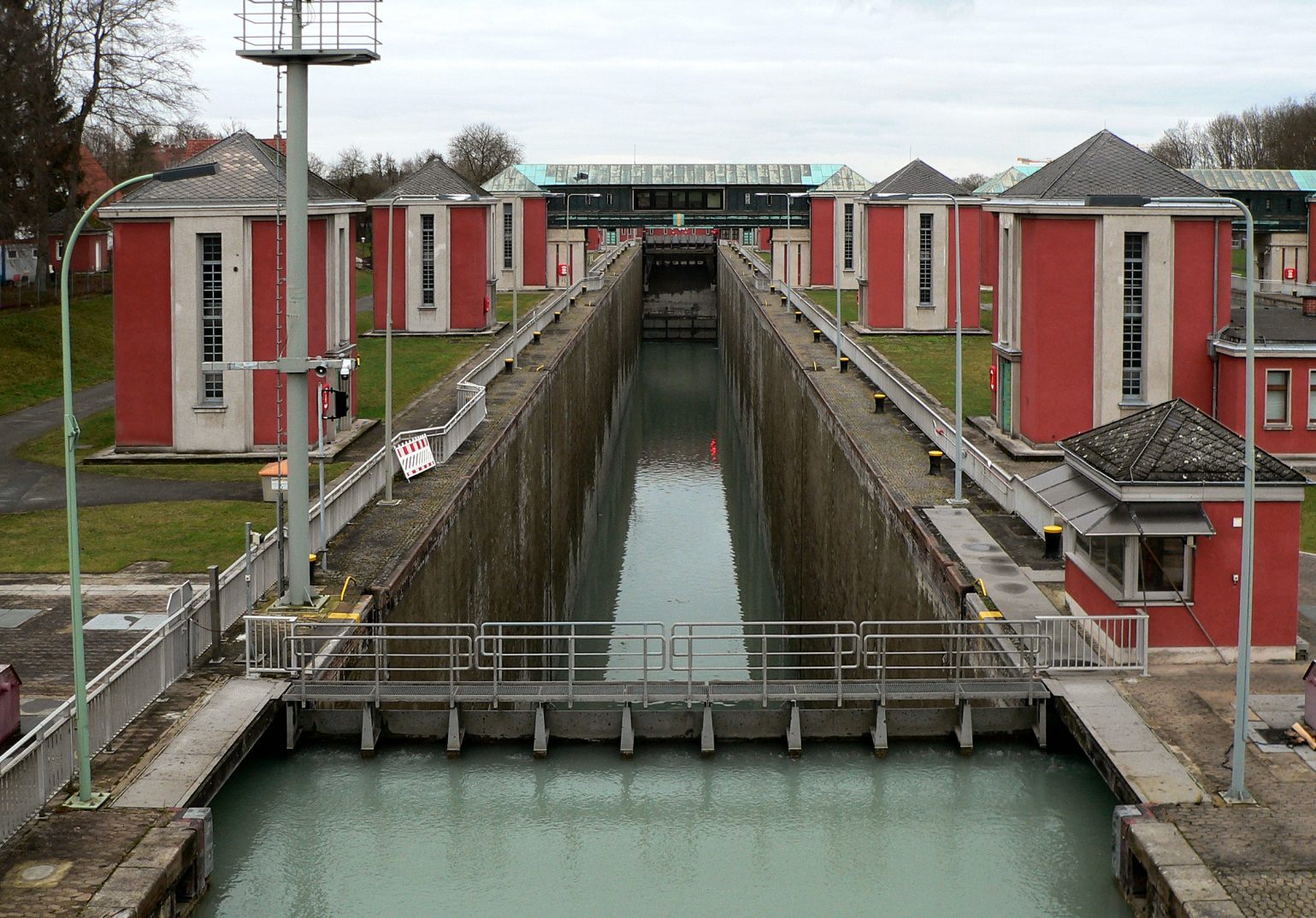
Westkammer der Schleuse vom Oberwasser her, vorne das Klapptor
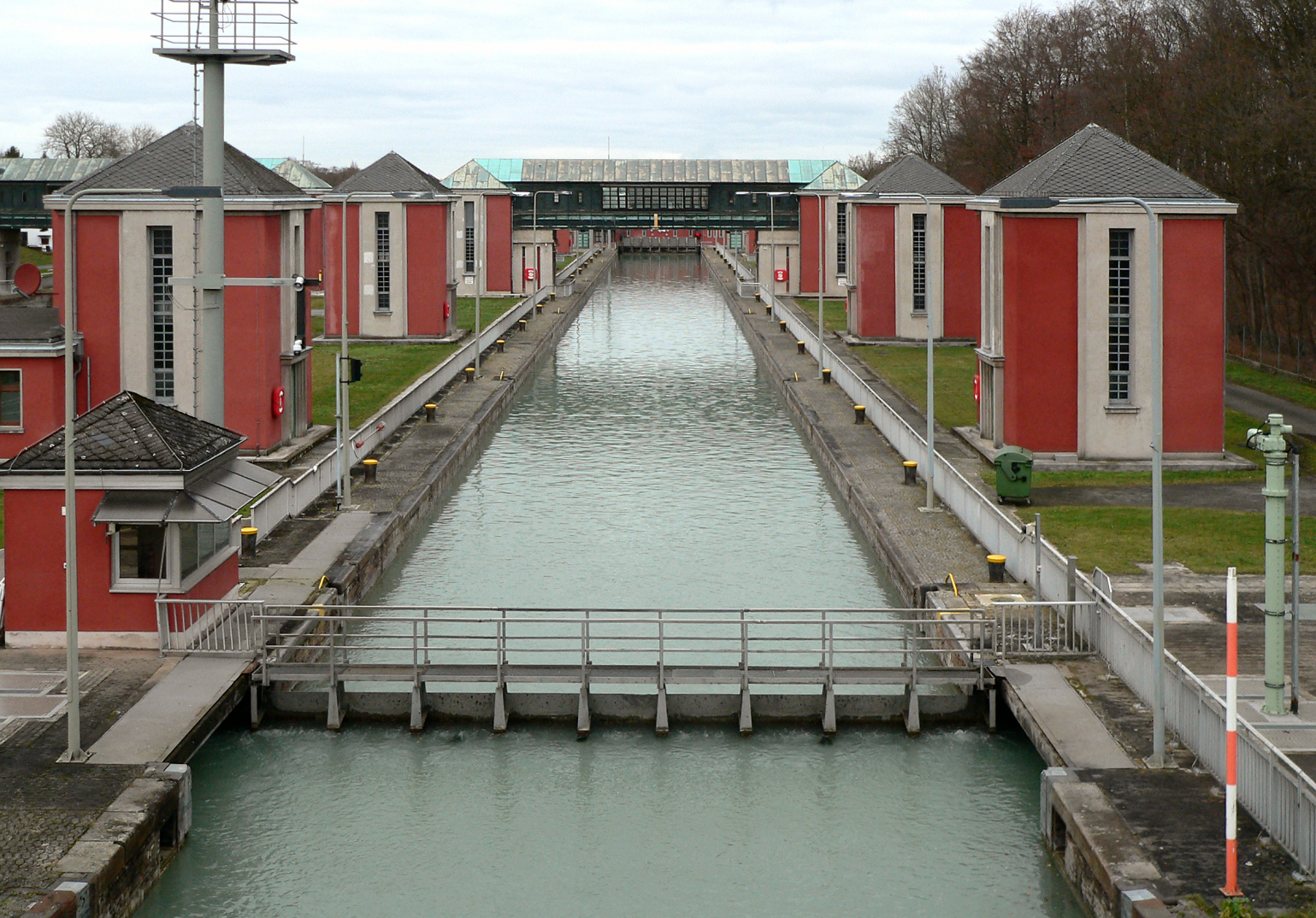
Ostkammer der Schleuse vom Oberwasser her
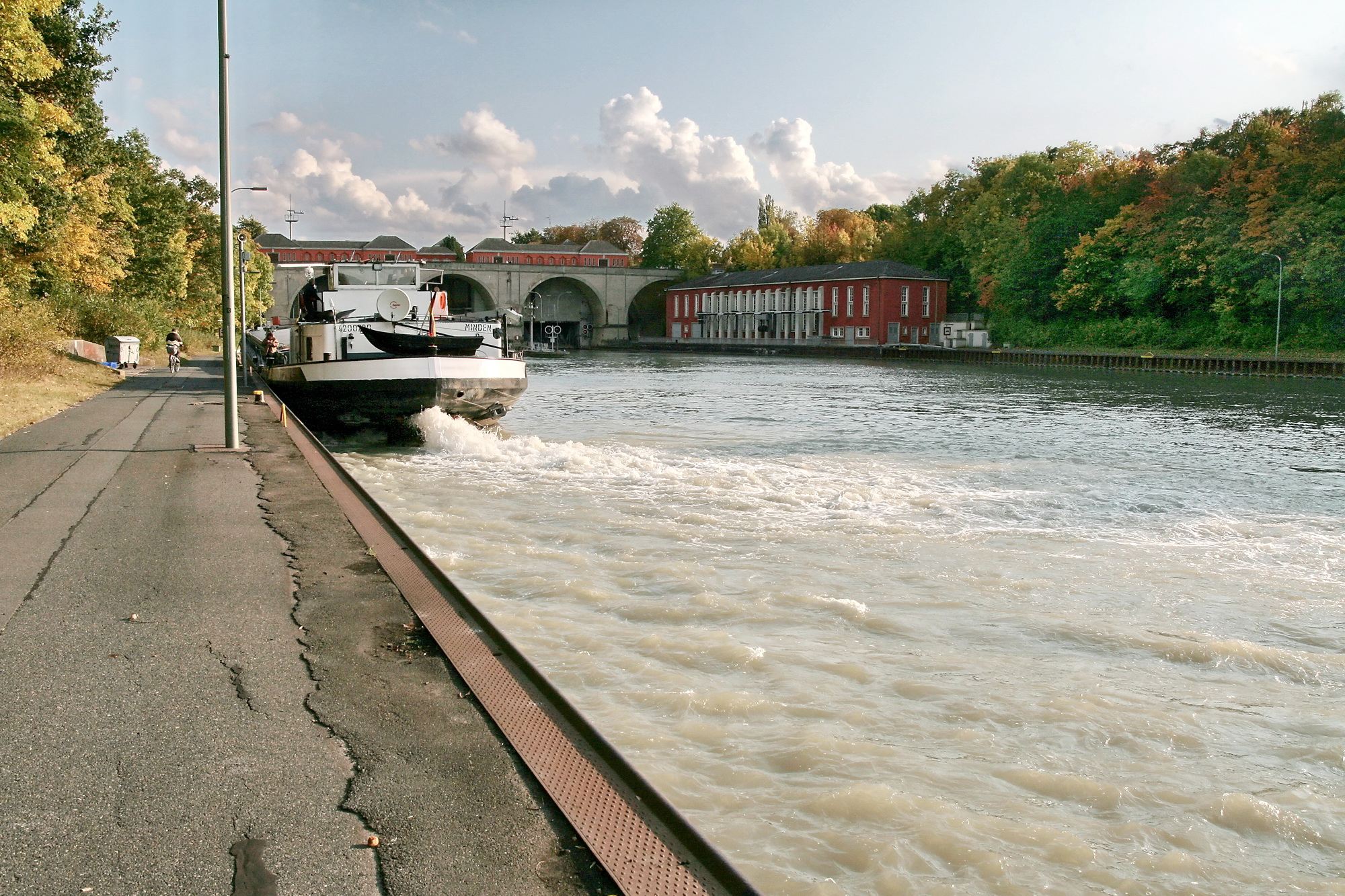
Schleuse von Norden gesehen, vom Unterwasser
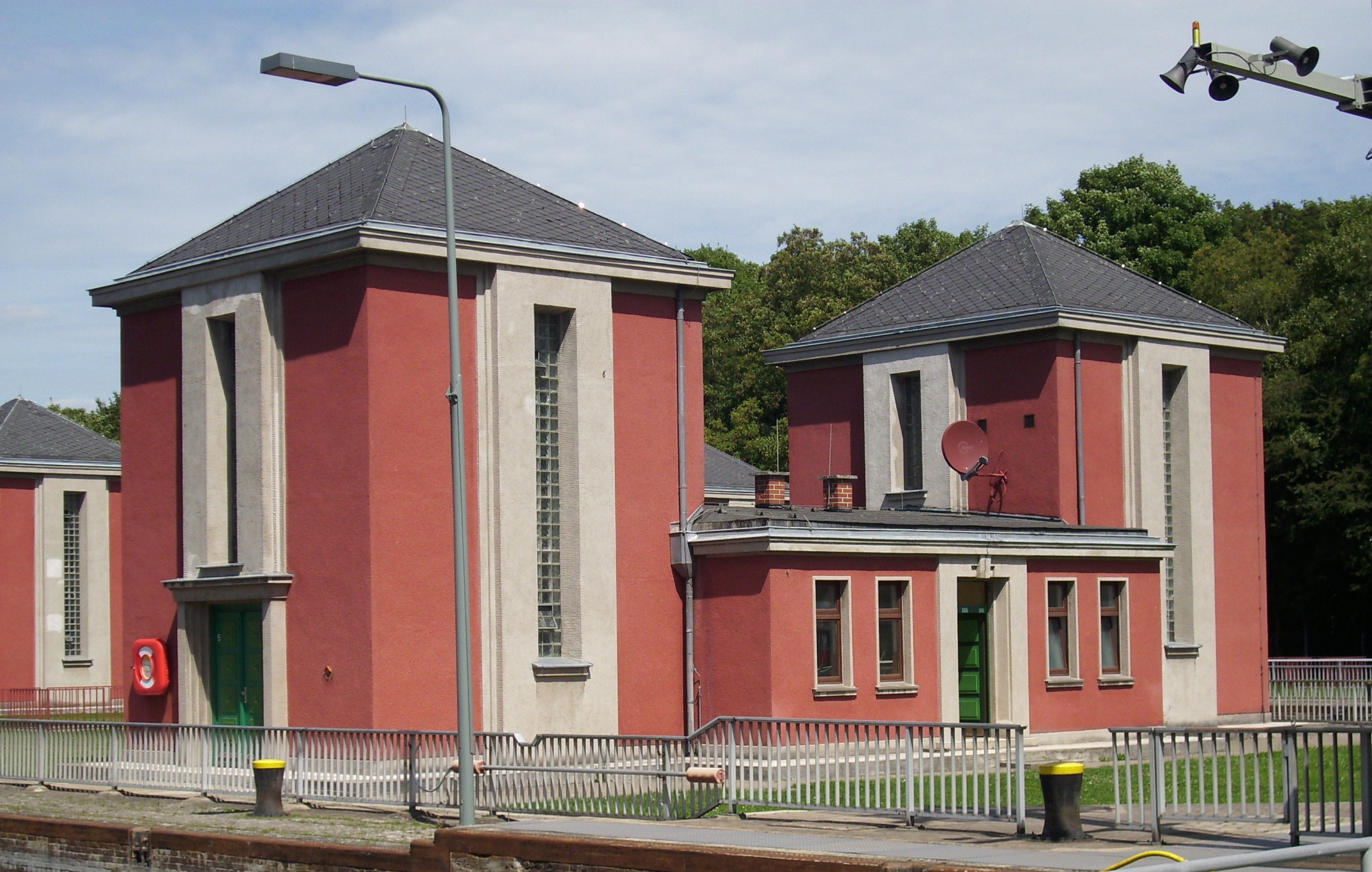
Ventilhaus der Schleuse
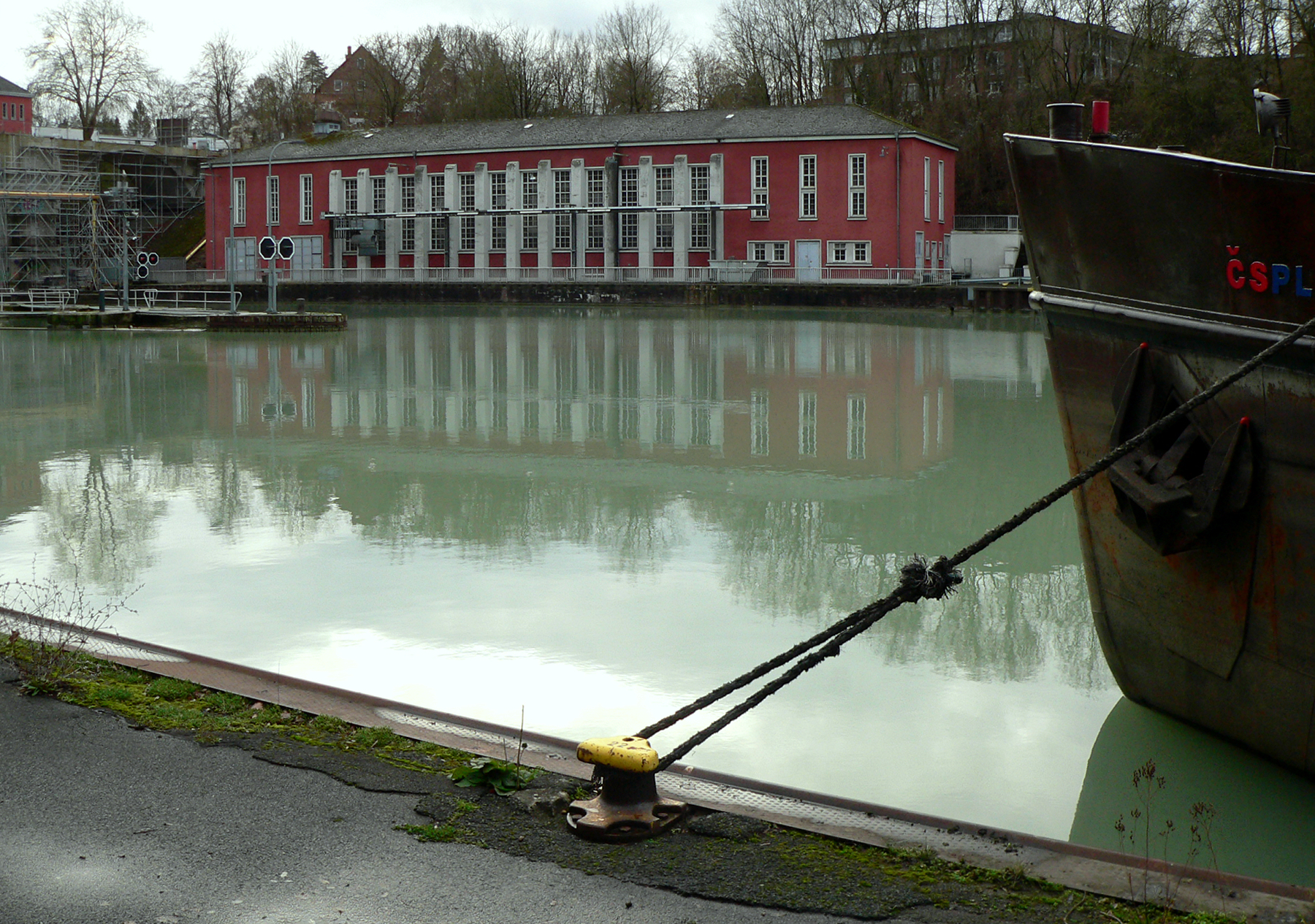
Pumpenhaus am Unterwasser